# 木陰弥右衛門
木陰 弥右衛門（こかげ やえもん、生没年不詳）は、忍者だが、流派不明。因幡国の素破者集団の一員。
源義朝の6子源範頼が伊豆で最期を遂げたらしいが、その範頼が死の直前、隠れ里といわれた透破の頭、九十九源兵衛に救われたらしい。源兵衛の娘が飛燕（範頼の子を産む）でその弟戸切りが、ひそかに範頼を伊豆から連れ出して因幡に走った。因幡国八頭郡河原と郡家にまたがる霊石山が隠れ家だった。山頂には天照大神が西征のとき、白兎に案内されて行宮の場所とした聖跡伊勢が平（いせがなる）もあり、土地の名から木陰と称した。先祖は源範頼と思われる。